# Балин, Александр Иванович (1925—1988)
Алекса́ндр Ива́нович Ба́лин (настоящее имя — Альфре́д, 27 января 1925, село Раменье, Московская область — 26 сентября 1988) — русский советский поэт, поэт-фронтовик.
Член Союза писателей СССР (1962). Член КПСС (1962).

## Биография
Родился 27 января 1925 года в селе Раменье Московской области, в семье латышского стрелка. Участвовал в Великой Отечественной войне. В 1943 году учился в пехотном училище, затем служил в десантных и танковых войсках. Войну окончил в Венгрии.
Работал на московском заводе «Динамо» кузнецом. Окончил Московский областной педагогический институт.
В 1955 году начал публиковать стихи. В 1964 году окончил Высшие литературные курсы. Переводил стихи поэтов СССР с армянского, литовского и других языков.
Скончался 26 сентября 1988 года. Похоронен на Хованском кладбище.

## Премии
- Премия еженедельника «Литературная Россия» (1981).
- Премия журнала «Наш современник» (1982)[6].